# L'Ormindo
L'Ormindo és una òpera en dos actes de Francesco Cavalli segons un llibret italià original de Giovanni Faustini. Es va estrenar al Teatro San Cassiano de Venècia el 1644.
Està ambientada a la ciutat de Anfa, al Marroc, durant un temps sense especificar.
Tot i ser una de les primeres òperes de Cavalli a ser reposades al segle xx, actualment, rarament surt al repertori. Una actuació recent és la de l'Òpera de Pittsburgh el febrer de 2007, dirigida per Bernard McDonald.
El llibretista Giovanni Faustini fou col·laborador freqüent de Cavalli als seus primers anys. Pel fet 
d'estar immers en l'estètica barroca, no ha de sorprendre que els seus arguments estiguin plens del gran recurs dramàtic del moment: l'ús de disfresses per explicar les complexitats de la relació amorosa dels personatges del drama. Aquestes relacions amoroses estan plenes d'ambigüitats que només es comprenen si tenim en compte que estem en una època previctoriana en la qual encara no havia començat les censures del segle xviii. Aquesta ambigüitat es veia afavorida per l'aparició dels castrati.